# Автоматическая универсальная орбитальная станция
Автоматическая универсальная орбитальная станция (АУОС) — космическая платформа для построения исследовательских спутников, разработанная в днепропетровском ОКБ-586 (впоследствии КБ «Южное»). Космические аппараты на базе платформы АУОС строились на Южном машиностроительном заводе. Платформа существовала в двух модификациях:
- АУОС-З (Автоматическая универсальная орбитальная станция с ориентацией на Землю)➤; на этой платформе было построено и запущено в 1976—1991 годах 11 космических аппаратов.
- АУОС-СМ (Автоматическая универсальная орбитальная станция с ориентацией на Солнце)➤; на этой платформе построены и запущены в 1994 и 2001 годах 2 аппарата.

Запуски всех КА на базе АУОС-3 и АУОС-СМ осуществлялись с космодрома Плесецк ракетами-носителями Космос-3М (11К65М) и Циклон-3 (11К68).

## Особенности конструкции
В спутниках серии АУОС сохранились многие идеи и концепции, заложенные в предыдущем поколении аппаратов, созданных в ОКБ-586 на платформе ДС-У. Функциональные возможности новой платформы, по сравнению с ДС-У, существенно выросли. Увеличилась масса устанавливаемого научного оборудования (до 400—600 кг) и потребляемая им среднесуточная мощность. Повысилась точность ориентации, расширен объём командных воздействий и информационные характеристики радиолиний. Унифицированная командная радиолиния, входящая в состав платформы, обеспечила как управление аппаратом, так и каналы приёма команд для научной аппаратуры и передачу научной информации в международном диапазоне частот для сброса информации непосредственно зарубежным постановщикам экспериментов по программе «Интеркосмос». В структуру бортового научного комплекса была введена неизменяемая для всех аппаратов серии система технического обеспечения научных приборов, которая обеспечивала сбор и обработку научных данных. Эти усовершенствования позволили увеличить количество устанавливаемых на борту космического аппарата научных приборов с нескольких единиц до двух и более десятков и реализовать комплексный характер проводимых экспериментов.
| Основные характеристики платформ АУОС                 | Основные характеристики платформ АУОС                                                    | Основные характеристики платформ АУОС       |
|                                                       | АУОС-3                                                                                   | АУОС-СМ                                     |
| ----------------------------------------------------- | ---------------------------------------------------------------------------------------- | ------------------------------------------- |
| Масса платформы, кг                                   | 800                                                                                      | 1630                                        |
| Присоединяемая масса комплекса научной аппаратуры, кг | до 400                                                                                   | до 600                                      |
| Мощность, выделяемая на полезную нагрузку, Вт         | до 250                                                                                   | до 2000                                     |
| Назначенный срок активного существования, мес.        | 6                                                                                        | 12                                          |
| Габаритные размеры, мм:                               |                                                                                          |                                             |
| Герметичный корпус                                    | Ø1000x2600                                                                               | Ø1600x2500                                  |
| Платформа в рабочем положении                         | Ø4000 (по панелям солнечной батареи) х23000 (с выдвинутым гравитационным стабилизатором) | Ø11480 (по панелям солнечной батареи) х4500 |

## Модификации

### АУОС-З
Разработка платформы АУОС-З с ориентацией на Землю началась в 1973 году. Платформа АУОС-З представляет собой цилиндрический герметичный корпус со сферическим днищем, внутри которого размещаются фермы обеспечивающей и научной аппаратуры, а снаружи — раскрывающиеся панели солнечных батарей, штанги с антенно-фидерными устройствами, антенны радиотехнического комплекса, датчики служебных систем, выдвижная штанга гравитационного стабилизатора. Научная аппаратура, состав которой зависит от программы полёта, устанавливается изнутри на сферической крышке корпуса, снаружи на крышке предусмотрены места для установки приборов и раскрывающихся штанг с научными датчиками. В корпусе поддерживается постоянный тепловой режим. Восемь неориентированных панелей солнечных батарей общей площадью 12.5 м² раскрываются в полёте на угол 30° относительно корпуса, выбранный как оптимальный для условий наихудшей возможной освещенности. Стабилизация положения аппарата относительно местной вертикали производится с помощью гравитационно-демпфирующего устройства на выдвижной штанге, а ориентация и стабилизация по курсу — блоком двухскоростного маховика с электромагнитной разгрузкой. Масса научной аппаратуры, устанавливаемой на платформе АУОС-З — до 400 кг, выделяемая для её питания электрическая мощность — 160…230 Вт. Ёмкость бортового запоминающего устройства на магнитной ленте позволяла хранить информацию, получаемую по всем каналам, в течение 24 часов. Входящие в состав служебной аппаратуры спутника программно-временное устройство и дешифратор программных команд обеспечивали управление полётом и проведение научных экспериментов вне зоны радиовидимости наземных пунктов управления.

#### Список спутников, построенных на базе платформы АУОС-З
За период с 1973 по 1991 год было изготовлено и запущено одиннадцать космических аппаратов, созданных на базе платформы АУОС-3, в том числе девять — по программе международного сотрудничества.
| «Интеркосмос-15»                         | АУОС-3-Т-ИК   | 1976-056A | 19-06-1976 | Космос-3М (11К65М) | 950  | 487 км × 521 км, 74°    | 26-07-1976 (разгерметизация) | Лётные испытания новой платформы и единой телеметрической системы (ЕТМС). Подтверждена возможность использования ЕТМС для международных экспериментов. |
| «Космос-900» («Овал»)                    | АУОС-3-Р-О    | 1977-023A | 30-03-1977 | Космос-3М (11К65М) | 1056 | 460 км x 523 км, 83°    | 11-10-1979                   | Изучение радиационных поясов Земли, космических лучей. Впервые обнаружены потоки релятивистких электронов, возникающие в зазоре между радиационными поясами. Выявлен механизм магнитосферно-ионосферного взаимодействия, ставший основой для современных теорий физики магнитосферы и полярных сияний.    |
| «Интеркосмос-17» («Эллипс»)              | АУОС-3-Р-Э-ИК | 1977-096A | 24-09-1977 | Космос-3М (11К65М) | 1020 | 468 км × 519 км, 83°    | 16-01-1979                   | Исследование космических лучей и потоков микрометеритов в околоземном пространстве. Изучение радиационной обстановки и эксперименты по мерам противорадиационной защиты в космосе. Прецезионные измерения вариаций орбиты космического аппарата.                                                          |
| «Интеркосмос-18» («Магнитный», «MAG-IK») | АУОС-3-М-ИК   | 1978-099A | 24-10-1978 | Космос-3М (11К65М) | 990  | 407 км × 768 км, 83°    | 18-03-1981                   | Изучение магнитосферы Земли. Впервые задействован автономный отделяющийся блок приборов, установленный на субспутнике «Магион-1», с помощью которого выполнялись пространственно-разнесенные эксперименты.                                                                                                |
| «Интеркосмос-19» («Ионозонд»)            | АУОС-3-И-ИК   | 1979-020A | 27-02-1979 | Космос-3М (11К65М) | 1020 | 502 км × 966 км, 74°    | 27-04-1982                   | Комплексные исследования ионосферы Земли с применением импульсного зондирования. Построение профилей ионосферы по заказу Госкомгидромета. Открыты новые структуры в ионосфере, обнаружена связь ионосферных процессов с сейсмическими явлениями.                                                          |
| «Интеркосмос-20»                         | АУОС-3-Р-П-ИК | 1979-096A | 01-11-1979 | Космос-3М (11К65М) | 995  | 467 км х 523 км, 74°    | 11-12-1980                   | Исследования суши, океана и атмосферы Земли. Испытания экспериментальной системы по сбору данных с измерительных буёв и передачи её через центральную станцию приёма потребителям. |
| «Интеркосмос-21»                         | АУОС-3-Р-П-ИК | 1981-011A | 06-02-1981 | Космос-3М (11К65М) | 995  | 475 км х 520 км, 74°    | 02-06-1982                   | Продолжение исследований, начатых «Интеркосмос-20». |
| «Ореол-3» («АРКАД 3»)                    | АУОС-3-М-А-ИК | 1981-094A | 21-09-1981 | Циклон-3 (11К68)   | 1030 | 380 км × 1920 км, 82,6° | н/д                          | Запуск в рамках советско-французского проекта «АРКАД». Изучение полярных сияний, магнитосферно-ионосферных взаимодействий и влияния сейсмических явлений на процессы в ионосфере. |
| «Космос-1809» («Ионозонд»)               | АУОС-3-И-Э    | 1986-101A | 18-12-1986 | Циклон-3 (11К68)   | 1030 | 940 км х 980 км, 81,3°  | 21-05-1993                   | Аналог «Интеркосмос-19», зондирование верхней ионосферы, комплексные исследования ионосферы Земли. В ходе полёта проводилось изучение влияния на ионосферу афтершоков Спитакского землетрясения, подземных ядерных взрывов, тайфунов и излучения геофизического стенда «Сура»                             |
| «Интеркосмос-24» («Активный»)            | АУОС-3-АВ-ИК  | 1989-080A | 28-09-1989 | Циклон-3 (11К68)   | 1400 | 500 км × 2500 км, 82,5° | 11-10-1995                   | Изучение магнитосферы и ионосферы Земли, активный эксперимент по возбуждению ОНЧ-волн в магнитосфере c регистрацией возникающих эффектов на отделяемом субспутнике «Магион-2», исследование влияния сейсмических и погодных явлений на ионосферу.                                                         |
| «Интеркосмос-25» («АПЭКС»)               | АУОС-3-АП-ИК  | 1991-086A | 18-12-1991 | Циклон-3 (11К68)   | 1300 | 440 км х 3080 км, 82,5° | н/д                          | Изучение магнитосферы и ионосферы Земли, активный эксперимент по инжекции модулированных электронных и ионных пучков и их воздействию на околоземное пространство с регистрацией возникающих эффектов на отделяемом субспутнике «Магион-3». Построение послойных радиотомографических профилей ионосферы. |

К началу 1990-х годов было подготовлено научное оборудование для ещё четырёх аппаратов типа АУОС, предназначенных для комплексных исследований ионосферы, начатых на спутниках «Интеркосмос-19» и «Космос-1809». По финансовым причинам эти аппараты заказаны и построены не были.

### АУОС-СМ
Платформа АУОС-СМ с ориентацией на Солнце разрабатывалась с 1987 года как модернизация и развитие АУОС-З. Система ориентации платформы АУОС-СМ использует газореактивные двигатели для первичной ориентации и маховики для стабилизации продольной оси аппарата в направлении Солнца с точностью до 10 угловых минут. Время ориентации и стабилизации в направлении Солнца после выхода из тени Земли не превышает пяти минут. Панели солнечных батарей общей площадью 18 м2 обеспечивают мощность, выделяемую для питания полезной нагрузки, в пределах 850…2000 Ватт. Корпус космического аппарата на платформе АУОС-СМ состоит из двух герметично соединенных блоков — собственно платформы и верхнего блока научной аппаратуры. Диаметр цилиндрического корпуса увеличился по сравнению с АУОС-З до 160 см. Состав оборудования платформы унифицирован и остается неизменным для всех типов космических аппаратов, состав аппаратуры в верхнем блоке зависит от программы полёта. Снаружи на корпусе устанавливаются раскрывающиеся рамы с панелями солнечных батарей, научными приборами и штангами с антенно-фидерными устройствами. В герметичном корпусе размещаются аккумуляторы системы бортового электропитания, ферма обеспечивающей аппаратуры. Внутри и снаружи верхнего блока устанавливаются фермы научной аппаратуры. В герметичном корпусе поддерживается постоянный тепловой режим.

#### Список спутников, построенных на базе платформы АУОС-СМ
На платформе АУОС-СМ были созданы два космических аппарата серии КОРОНАС (Комплексные ОРбитальные Околоземные Наблюдения Активности Солнца), предназначенные для комплексных фундаментальных исследований Солнца.
| «КОРОНАС-И» («Интеркосмос-26») | АУОС-СМ-КИ | 1994-014A | 02-03-1994 | Циклон-3 (11К68) | 2295 | 501 км × 541 км, 82,5° | 31-12-2000 | Изучение физических процессов на поверхности и в атмосфере Солнца, изучение недр Солнца. Через несколько месяцев после запуска из-за неисправности в системе ориентации спутник перешёл в неориентированый полёт, в котором работа большинства научных приборов стала невозможной, но ограниченное поступление данных продолжалось. |
| «КОРОНАС-Ф»                    | АУОС-СМ-КФ | 2001-032A | 31-07-2001 | Циклон-3 (11К68) | 2340 | 499 км × 540 км, 82,5° | 06-12-2005 | Исследования процессов в недрах Солнца, накопления и выделения энергии в верхней атмосфере Солнца |

Планировавшийся третьим в серии спутник АУОС-СМ-Ф на стадии конструкторской отработки передан в российский ФГУП «НИИЭМ», в итоге аппарат КОРОНАС-Фотон был построен на платформе «Ресурс-УКП» (Метеор-М).